# Giovanni Agnelli
Giovanni Agnelli (Villar Perosa, 13 de agosto de 1866 – Turim, 16 de dezembro de 1945) foi um empreendedor italiano, mais conhecido por ter sido o fundador da FIAT.

## Biografia
Em 11 de julho de 1899, Agnelli fez parte do grupo de membros fundadores da Fiat SpA, sigla para Fabbrica Italiana Automobili Torino, que se tornou Fiat; ele pagou $ 400 por sua parte. Um ano depois, era o diretor administrativo da nova empresa e tornou-se presidente em 1920. A primeira fábrica da Fiat foi inaugurada em 1900 com 35 funcionários produzindo 24 carros. A empresa foi conhecida desde o início pelo talento e criatividade de sua equipe de engenharia.
Em 1903, a Fiat obteve um pequeno lucro e produziu 135 carros, aumentando para 1.149 carros em 1906. A empresa então abriu o capital vendendo ações através da bolsa de valores de Milão. Agnelli começou a comprar todas as ações que pôde para aumentar suas participações. Nesse período, superou escândalos e problemas trabalhistas, como no Biennio Rosso. Pediu a Giovanni Giolitti que interviesse militarmente para limpar as fábricas da Fiat; Giolitti recusou. Quando a revolta cessou e uma delegação de trabalhadores, após uma tentativa fracassada de autogestão, lhe entregou as chaves das fábricas desmobilizando os piquetes armados, Agnelli não buscou retaliação. Ofereceu um novo contrato a trabalhadores com salários vinculados à produtividade num período de estagnação econômica.
Durante a Primeira Guerra Mundial, Agnelli envolveu-se com o financista Riccardo Gualino no transporte da ajuda dos Estados Unidos para a Europa em 1917. Investiram em duas empresas nos Estados Unidos; a Marine & Commerce Corporation of America exportava carvão e a International Shipbuilding Company fabricava embarcações motorizadas. Estas empresas faliram quando a guerra terminou, uma vez que foram estruturadas para satisfazer a procura do tempo de guerra, mas devolveram grandes lucros aos seus proprietários. No início de 1918, Agnelli e Gualino tentaram assumir o Crédito Italiano. Eles não tiveram sucesso, mas ingressaram no conselho de administração do banco. Agnelli foi vice-presidente da SNIA SpA de Gualino de 1917 a 1926. No início da década de 1920, a SNIA começou a fabricar fibras têxteis artificiais. Sofrendo com dívidas, Agnelli ofereceu-se para ajudar Gualino em troca de ações da Fiat e, em 1927, tornou-se o principal acionista da Fiat.
Em 1920, Gualino e Agnelli participaram na recapitalização do banco privado Jean de Fernex e compraram um terço das ações de Alfredo Frassati, editor de La Stampa. Gualino e Agnelli também estiveram envolvidos em uma proposta para ligar Milão,  Gênova e Turim com uma ferrovia de alta velocidade e em vários projetos em cimento e automóveis. A parceria se desfez por volta de 1926 devido aos investimentos de Gualino na indústria automobilística francesa.
Após a Primeira Guerra Mundial, a Fiat saltou do 30º para o terceiro lugar entre as empresas industriais italianas. A primeira fábrica da Ford Motor Company foi inaugurada quatro anos após a fundação da Fiat. Em 1906, a primeira concessionária de automóveis Fiat nos Estados Unidos foi estabelecida em Manhattan, na Broadway. Monarquista, Agnelli procurou criar uma formação política não ideológica e centrista de persuasão atlantista e pró-europeia que procurava um capitalismo modernizador e internacionalista em contraste com a esquerda e em oposição à direita populista, nacionalista ou fascista. Agnelli era um apoiador de Giolitti. Antes de ingressar na Lista Nacional de 1924, foi tentado pelo Partido Econômico para as eleições gerais italianas de 1919.

### Honrarias
Em 2002, Giovanni Agnelli foi incluído no Automotive Hall of Fame.